# Мульда

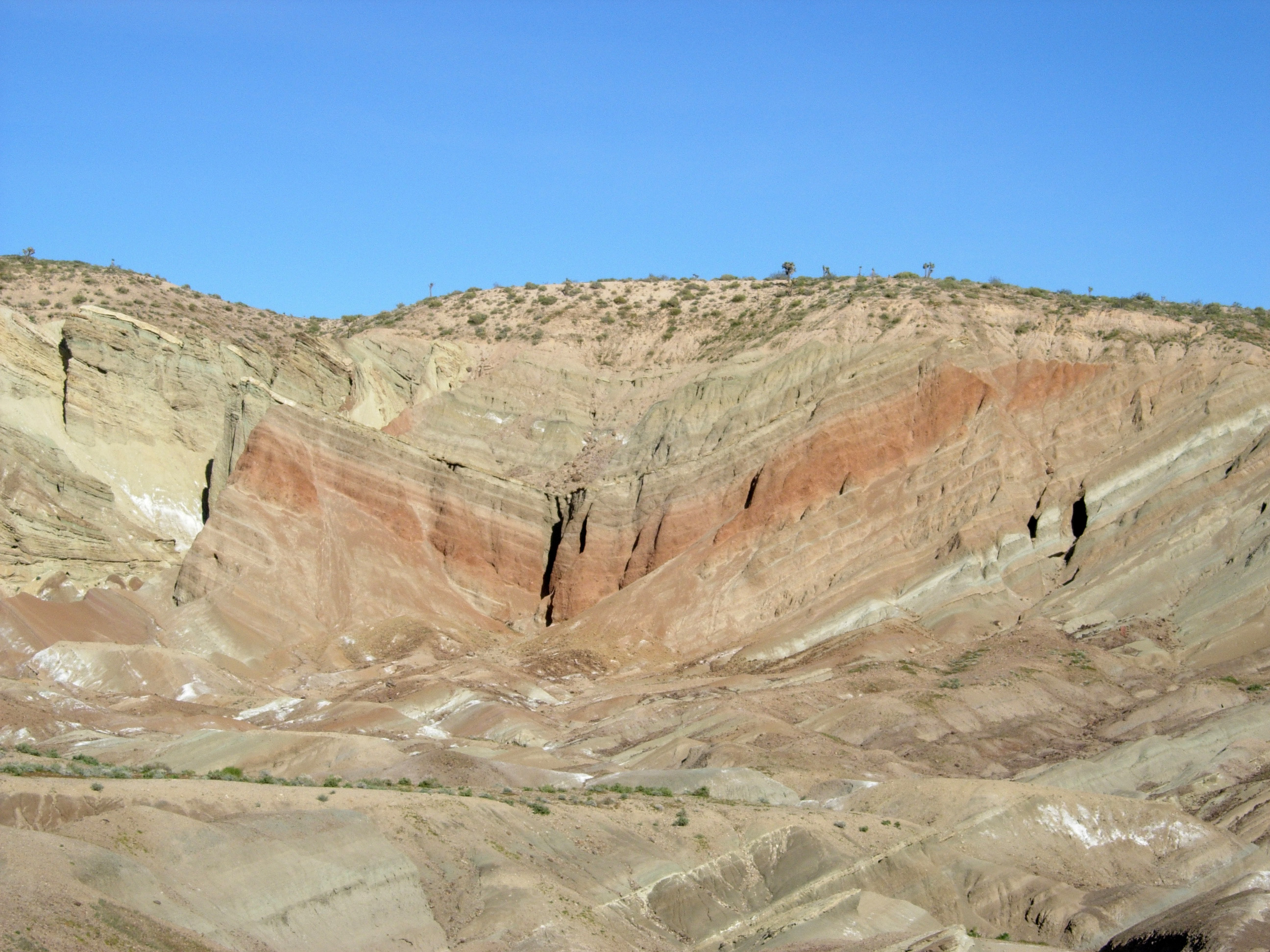
Мульда

Му́льда (з нім. Mulde — «корито»; рос. мульда, англ. trough, basin, basin fold; нім. Synklinale f, Mulde f, Trog m, Muldensenke f) — форма залягання верств гірських порід у вигляді чаші чи коритоподібного прогину, загальна назва ізометричних або овальних пологих тектонічних прогинів, або їхніх частин у вигляді синкліналі.
Відклади, які виповнюють мульду, зазвичай слабо дислоковані, залягають трансгресивно, часто з кутовим неузгодженням на підстелюючих товщах. Мульди формуються в умовах відносно спокійного тектонічного режиму, наприклад в кінцевій стадії геосинклінального розвитку.